# 三氟甲磺酸锰
三氟甲磺酸锰是一种无机化合物，化学式为Mn(CF3SO3)2。它可由锰和无水三氟甲磺酸在氩气保护下于乙腈中反应制得，或通过碳酸锰和三氟甲磺酸在水中反应得到。它的乙醇溶液与1,4-二(1-咪唑基)苯（bib）的二氯甲烷溶液扩散结晶，可以得到{[Mn(bib)2(CF3SO3)2](CH2Cl2)4}n。

## 拓展阅读
- Amelia M. Wheaton, Jill A. Chipman, Michael D. Roy, and John. F. Berry. Metal–Metal Bond Umpolung in Heterometallic Extended Metal Atom Chains. Inorg. Chem. 2022, 61, 38, 15058–15069. doi:10.1021/acs.inorgchem.2c02118.